# 代雷沃克
51°45′4″N 25°20′48″E / 51.75111°N 25.34667°E
代雷沃克（烏克蘭語：Деревок），是烏克蘭的城鎮，位於該國西部沃倫州，由卡明-卡希尔斯基区的柳貝希夫市鎮管轄，始建於1546年，面積0.004平方公里，海拔高度144米，2001年人口922，人口密度每平方公里230,500人。